# Бранка Гайович
Бранка Гайович (серб. Бранка Гајовић; до шлюбу Константинович, 28 серпня 1950, Гардош) — сербська письменниця та поетеса, професор англійської мови. Проживає та працює у Новому Белграді.

## Біографічні відомості
Бранка Константинович народилася 28 серпня 1950 року в Гардоші (община Земун), де провела дитинство та ранню юність. Середню освіту здобула у Першій земунській гімназії. Вивчала англійську мову та літературу на філологічному факультеті в Белграді. Працювала в Центрі вивчення іноземних мов у Белграді, де була професором протягом багатьох років. Після професійних книжок Центру почала публікувати вірші та романи.
Останні 10 років свого трудового життя керувала студією вивчення англійської мови SIMB.
Член Спілки письменників Сербії.